# Monument scheiding van Maas en Waal
Het Monument scheiding van Maas en Waal is een in 1904 opgericht gedenkteken. Het staat op een dam op de grens van de Nederlandse provincies Gelderland en Noord-Brabant. Aan de zuidwestkant ligt het dorp Andel, in de gemeente Altena, in de streek Land van Heusden en Altena, in Noord-Brabant. Aan de noordoostkant ligt de buurtschap Poederoijensehoek van Poederoijen, in de gemeente Zaltbommel, in de streek Bommelerwaard in Gelderland. Na de aanleg van de dam is de weg over de dam opgenomen in de toen nieuwe Provinciale weg 322 (N322). Het bestaat uit een plaquette met inscriptie in graniet, op een ondergrond van granieten platen.

## Geschiedenis
Aan het eind van de 19e eeuw (1894-1904) werd, geïnitieerd door onder anderen Cornelis Lely, een groot waterbouwkundig project uitgevoerd: de scheiding van de benedenloop van de rivieren Maas en Waal (de Waal is zelf eigenlijk slechts een zijtak van de Rijn). De twee belangrijkste onderdelen waren:
- het graven van een nieuwe verbinding van de Maas, vanaf Well, naar de Amer, bij Geertruidenberg, deze verbinding kreeg de naam Bergsche Maas, en
- het afdammen van de oude benedenloop van de Maas bij Andel, zodat het water van de Maas niet meer met dat van de Waal samenvloeit.[1][2].  De afgesloten gedeelten van de Maas kregen aan beide zijden van de dam de naam Afgedamde Maas. Aan de kant van Andel werd een (schut)sluis aangelegd, zodat scheepvaartverkeer mogelijk bleef, de Wilhelminasluis.

De Afgedamde Maas bleef de scheiding tussen de Bommelerwaard en het Land van Heusden en Altena.
In 1894 werd de opdracht voor het maken van een gedenksteen op de dam, naast de Wilhelminasluis, gegund aan de Vereinigte Odenwald-Granitwerke in Heppenheim, Hessen, Duitsland. Dit object werd in 1904 op de dam gebouwd. Op 18 augustus 1904 werd het monument officieel door koningin Wilhelmina, met in haar gezelschap de prins-gemaal Hendrik, onthuld.
Het gedenkteken staat sinds 2001 op de Rijksmonumentenlijst van Nederland.

## Tekst
Op het monument staat een inscriptie:

18 AUGUSTUS 1904

IS DEZE STEEN ONTHULD DOOR

HARE MAJESTEIT

KONINGIN WILHELMINA

IN TEGENWOORDIGHEID VAN

ZIJNE KONINKLIJKE HOOGHEID

DEN PRINS DER NEDERLANDEN,

HERTOG VAN MECKLENBURG,

TER GEDENKING VAN DE SCHEIDING

VAN

MAAS EN WAAL.